# Tour de Walla Walla
Le Tour de Walla Walla (en anglais : Tour of Walla Walla) est une course cycliste américaine disputée sur plusieurs étapes au cœur du comté de Walla Walla, dans l'État de Washington. 
Après une annulation en 2017, la course reprend sa place dans le calendrier en 2018. En 2020, elle est annulée en raison du contexte sanitaire lié à la pandémie de Covid-19. 

## Palmarès depuis 2006

### Élites Hommes
| Année | Vainqueur        | Deuxième        | Troisième           |
| ----- | ---------------- | --------------- | ------------------- |
| 2006  | Ian Tubbs        | Michael Emde    | James Stangeland    |
| 2007  | Matt Weyen       | Joseph Wiley    | Sam Johnson         |
| 2008  | Rob Britton      | Zack Garland    | Will Routley        |
| 2009  | Rob Britton      | Adrian Hegyvary | Nick Clayville      |
| 2010  | Nic Hamilton     | James Sparling  | Russell Stevenson   |
| 2011  | James Stangeland | Dan Bechtold    | Sebastian Salas     |
| 2012  | Jordan Cheyne    | Adam de Vos     | Noah Bloom          |
| 2013  | Garrett McLeod   | Ian Crane       | Jesse Reams         |
| 2014  | Ian Crane        | Jordan Cheyne   | Colby Wait-Molyneux |
| 2015  | Nigel Kinney     | Jamey Yanik     | Dillon Caldwell     |
| 2016  | Jacob Rathe      | Oliver Evans    | Nigel Kinney        |
| 2017  | annulé           |                 |                     |
| 2018  | Kaler Marshall   | Nigel Kinney    | Jamey Yanik         |
| 2019  | Daniel Lincoln   | Cortlan Brown   | Kaler Marshall      |
| 2020  | annulé           |                 |                     |
| 2021  | Owen Wright      | Jeremy Ward     | Kaler Marshall      |
| 2022  | Owen Wright      | Sean Hollenbeck | Kaler Marshall      |

### Élites Femmes
| Année | Vainqueur           | Deuxième            | Troisième          |
| ----- | ------------------- | ------------------- | ------------------ |
| 2014  | Beth Ann Orton (en) | Vanessa Johnson     | Justine Clift      |
| 2015  | Sara Poidevin       | Justine Clift       | Sarah Carroll      |
| 2016  | Joanne Kiesanowski  | Jennifer Luebke     | Katherine Reinhart |
| 2017  | annulé              |                     |                    |
| 2018  | Sara Youmans        | Brenna Wrye-Simpson | Holly Simonson     |
| 2019  | Michelle Howe       | Claire Cameron      | Holly Simonson     |
| 2020  | annulé              |                     |                    |